# Vláda Josefa Kempného a Josefa Korčáka
Vláda Josefa Kempného a Josefa Korčáka v rámci České socialistické republiky působila v období od 29. září 1969 do 9. prosince 1971.  28. ledna 1970 došlo k výměně jejího předsedy a na místo Josefa Kempného byl jmenován Josef Korčák. Předcházela ji vláda Stanislava Rázla. Po ní následovala vláda Josefa Korčáka.

## Přehled členů vlády
- Josef Kempný – do 28. ledna 1970 předseda vlády ČSR
- Josef Korčák – od 28. ledna 1970 předseda vlády ČSR
- Ladislav Adamec – místopředseda vlády
- Antonín Červinka – místopředseda vlády
- Stanislav Rázl – místopředseda vlády a ministr plánování
- Leopold Lér – ministr financí
- Emilian Hamerník – ministr práce a sociálních věcí
- Karel Löbl – ministr výstavby a techniky
- Jaromír Hrbek – do 8. července 1971 ministr školství 
  - Josef Havlín – od 8. července 1971 ministr školství
- Miloslav Brůžek – ministr kultury
- Vladislav Vlček – do 11. února 1971 ministr zdravotnictví
  - Jaroslav Prokopec – od 11. února 1971 ministr zdravotnictví
- Jan Němec – ministr spravedlnosti
- Josef Grösser – do 23. října 1970 ministr vnitra 
  - Josef Jung – od 23. října 1970 ministr vnitra
- Josef Šimon – do 3. ledna 1971 ministr průmyslu 
  - Oldřich Svačina – od 3. ledna 1970 ministr průmyslu
- František Toman – do 16. dubna 1970 ministr stavebnictví 
  - František Šrámek – od 16. dubna 1970 ministr stavebnictví
- Josef Černý – do 3. ledna 1971 ministr zemědělství a výživy 
  - Václav Svoboda – od 11. února 1971 ministr zemědělství a výživy
- Ladislav Hruzík – ministr lesního a vodního hospodářství
- Josef Starý – ministr dopravy
- Růžena Urbánková – ministr pošt a telekomunikací
- Štěpán Horník – ministr obchodu
- Antonín Pospíšil – ministr bez portfeje
- Josef Machačka – od 3. ledna 1971 ministr – předseda Výboru lidové kontroly